# Landauer Skalen zum Sozialklima
Mit Landauer Skalen zum Sozialklima für 4. bis 13. Klassen, kurz LASSO 4-13, bezeichnet man einen Test zur Ermittlung der Einstellung von Schülerinnen und Schülern zu ihrer Lernumwelt. Der Test wurde 1985 von Saldern, Littig und Illenkamp entwickelt und 1987 normiert im Beltz-Verlag veröffentlicht.
Grundlage für den meist mit Fragebögen durchgeführten Test ist die Annahme, dass es einen Zusammenhang zwischen Lernklima und schulischem Erfolg gibt.
Der Test kann als Einzel- oder als Gruppentest angewendet werden. Je nach Anwendungsform erlaubt, können somit Rückschlüsse über die individuelle Wahrnehmung Einzelner oder aber über das Gruppenklima gezogen werden.

## Aufbau
Der Test enthält drei Dimensionen. Dies sind Lehrer-Schüler-Beziehung (47 Items), Schüler-Schüler-Beziehung (47 Items) und Allgemeine Merkmale des Unterrichts (48 Items). Die drei Dimensionen enthalten insgesamt 17 Skalen.

### Lehrer-Schüler Beziehungen
Diese Dimension befasst sich mit der Beziehung zwischen Lehrer und Schüler. Die einzelnen Skalen sind Fürsorglichkeit des Lehrers, Aggression gegen den Lehrer, Zufriedenheit mit dem Lehrer, Autoritärer Führungsstil des Lehrers, sowie Bevorzugung und Benachteiligung durch den Lehrer.

### Schüler-Schüler-Beziehung
Diese Dimension befasst sich mit Beziehungen unter den Schülern. Die einzelnen Skalen dieser Dimension sind Ausmaß der Cliquenbildung, Hilfsbereitschaft der Mitschüler, Aggressionen gegen Mitschüler, Diskriminierung von Mitschülern, Zufriedenheit von Mitschülern, sowie Konkurrenzverhalten von Mitschülern.

### Allgemeine Merkmale des Unterrichts
Die Bestandteile dieser Dimension sind Leistungsdruck, Zufriedenheit mit dem Unterricht, Disziplin und Ordnung, Fähigkeit des Lehrers zur Vermittlung von Lerninhalten, Resignation, sowie reduzierte Unterrichtsteilnahme.